# Donnellia lageniformis
Donnellia lageniformis är en bladmossart som beskrevs av William Russell Buck 1988. Donnellia lageniformis ingår i släktet Donnellia och familjen Sematophyllaceae. Inga underarter finns listade i Catalogue of Life.